# John Collins (musiker)

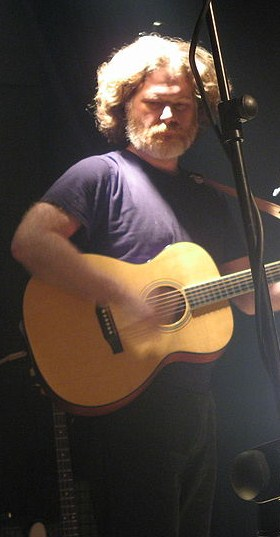
Collins live med The New Pornographers i Madrid 2007.

John Edward Collins är en kanadensisk musiker och skivproducent. Collins är medlem i rockgrupperna The New Pornographers, Destroyer och The Evaporators. Han har även varit med och producerat Tegan and Saras album If It Was You (2002) och So Jealous (2004).